# Cantó de Riumas
El cantó de Riumas és un cantó francès del departament de l'Alta Garona, a la regió d'Occitània. Està inclòs al districte de Muret, està format per 16 municipis i el cap cantonal és Riumas.

## Municipis
- Riumas
- Berat
- Pojarramet
- La Bastida de Clarmont
- Planhòla
- La Haja
- Bèuhòrt
- Lautinhac
- Sabonèras
- Savèra
- Hòrgas
- Le Pin Murelet
- Sajàs
- Montastruc de Savés
- Monés
- Montgràs